# Microdon lanei
Microdon lanei är en tvåvingeart som beskrevs av Charles Howard Curran 1936. Microdon lanei ingår i släktet myrblomflugor, och familjen blomflugor. Inga underarter finns listade i Catalogue of Life.